# Effusiella immersa
Effusiella immersa é uma espécie de orquídea (Orchidaceae) que existe do México à Venezuela.